# Хелештеу
Хелештеу (рум. Heleșteu) — село у повіті Димбовіца в Румунії. Входить до складу комуни Концешть.
Село розташоване на відстані 41 км на північний захід від Бухареста, 33 км на південний схід від Тирговіште, 109 км на південь від Брашова.

## Населення
За даними перепису населення 2002 року у селі проживали 132 особи, усі — румуни. Усі жителі села рідною мовою назвали румунську.